# Strophius albofasciatus
Strophius albofasciatus là một loài nhện trong họ Thomisidae.
Loài này thuộc chi Strophius. Strophius albofasciatus được Cândido Firmino de Mello-Leitão miêu tả năm 1929.